# Diomedes Díaz
Diomedes Dionisio Díaz Maestre (San Juan del Cesar, La guajira 26 de maio de 1957 - Valledupar, Cesar 22 de dezembro de 2013) foi um cantor e compositor colombiano de vallenato. Diomedes Díaz é o maior vendedor de discos da história do vallenato, com mais de 20 milhões de discos de ouro, platina e diamantes ao longo de sua carreira.
Diomedes Díaz morreu de parada cardíaca em 22 de dezembro de 2013.

## Discografia
- 1976: Herencia Vallenata
- 1976: Tres Canciones
- 1977: De Frente
- 1978: La Locura
- 1979: Dos Grandes
- 1979: Los Profesionales
- 1980: Tu Serenata
- 1980: Para Mi Fanaticada
- 1981: Con Mucho Estilo
- 1982: Todo Es Para Ti
- 1983: Cantando
- 1984: El Mundo
- 1985: Vallenato
- 1986: Brindo Con El Alma
- 1987: Incontenibles
- 1988: Gano El Folclor
- 1989: El Cóndor Herido
- 1990: Canta Conmigo
- 1991: Mi Vida Musical
- 1992: El Regreso del Cóndor
- 1993: Titulo de Amor
- 1994: 26 de Mayo
- 1995: Un Canto Celestial
- 1996: Muchas Gracias
- 1997: Mi Biografía
- 1998: Volver a Vivir
- 1999: Experiencias Vividas
- 2002: Gracias a Dios
- 2003: Pidiendo Vía
- 2005: De Nuevo Con Mi Gente
- 2007: La Voz
- 2009: Celebremos Juntos
- 2009: Listo Pa' la foto
- 2011: Con Mucho Gusto
- 2013: La Vida del Artista